# Oggetti non stellari nella costellazione della Fornace
Principali Oggetti non stellari visibili nella costellazione della Fornace.

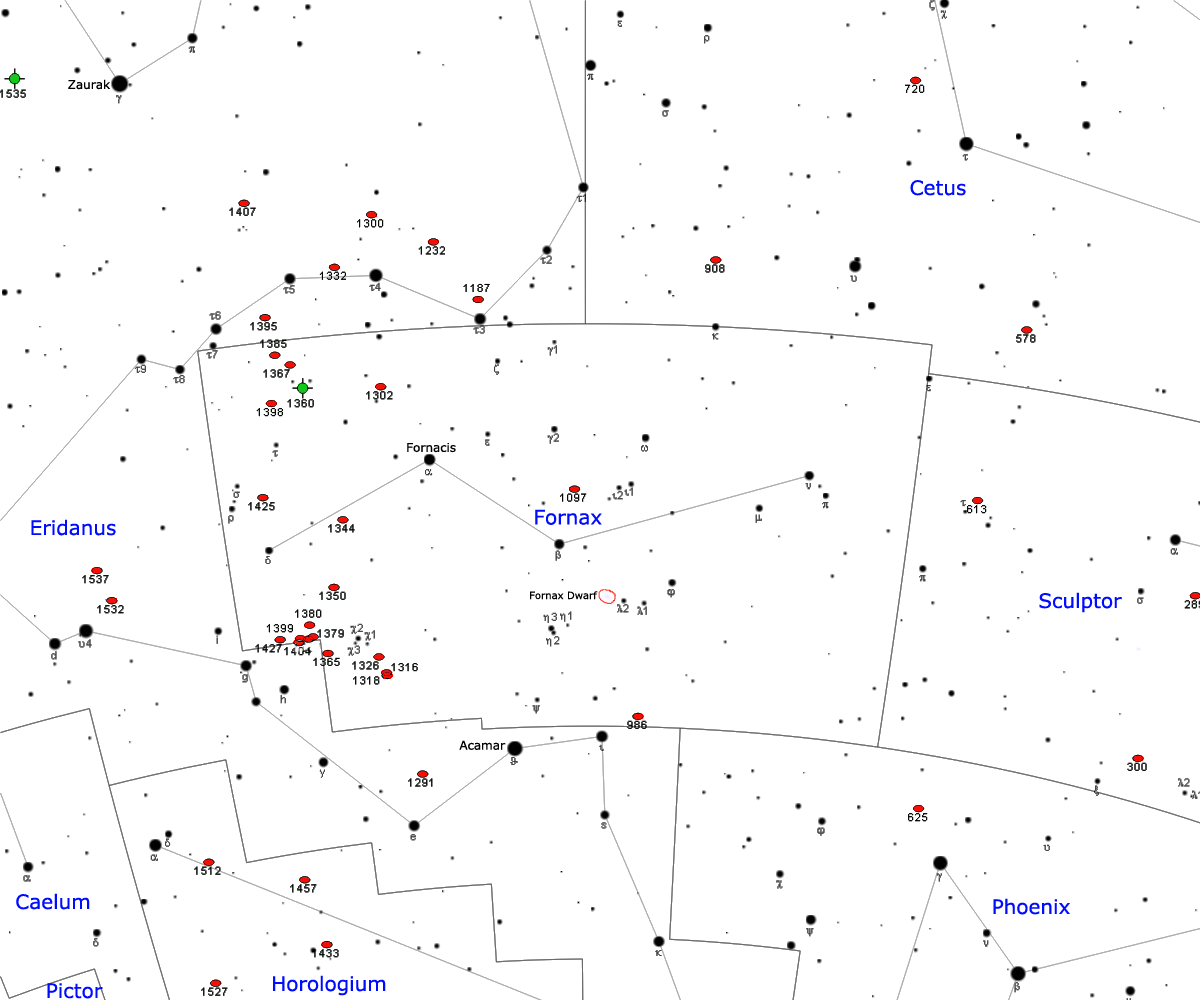
Mappa della costellazione della Fornace.

## Nebulose planetarie
- NGC 1360

## Ammassi globulari
- NGC 1049

## Galassie
- HUDF-JD2
- Galassia Nana della Fornace
- G2-1408
- NGC 686
- NGC 689
- NGC 696
- NGC 698
- NGC 727
- NGC 729
- NGC 749
- NGC 775
- NGC 823
- NGC 824
- NGC 854
- NGC 857
- NGC 897
- NGC 922
- NGC 964
- NGC 986
- NGC 1079
- NGC 1097
- NGC 1124
- NGC 1165
- NGC 1201
- NGC 1210
- NGC 1217
- NGC 1255
- NGC 1288
- NGC 1292
- NGC 1302
- NGC 1306
- NGC 1310
- NGC 1316
- NGC 1317
- NGC 1318
- NGC 1326
- NGC 1327
- NGC 1336
- NGC 1339
- NGC 1340
- NGC 1341
- NGC 1344
- NGC 1350
- NGC 1351
- NGC 1365
- NGC 1366
- NGC 1367
- NGC 1373
- NGC 1374
- NGC 1375
- NGC 1379
- NGC 1380
- NGC 1381
- NGC 1382
- NGC 1385
- NGC 1387
- NGC 1396
- NGC 1398
- NGC 1399
- NGC 1404
- NGC 1406
- NGC 1412
- NGC 1425
- NGC 1427
- NGC 1428
- NGC 1459
- UDF 423
- UDFj-39546284
- UDFy-33436598

## Ammassi di galassie
- MACS J0152.5-2852
- Ammasso della Fornace
- Muro della Fornace
- Superammasso della Fornace-Eridano

## Gruppi di galassie
- Gruppo di NGC 1316
- Gruppo di NGC 1386
- Gruppo di NGC 1395
- Gruppo di NGC 1399